# 杨德甫
杨德甫（1880年—1974年），湖北宜昌人。民国时期中国工人运动领袖。

## 生平
1896年进汉阳兵工厂当学徒，并考入兵工学堂，半工半读，1901年毕业回厂。1903年公费选送日本留学，在东京帝国大学学习工科。1905年9月曾加入中国同盟会。不久，因病回国，回到汉阳兵工厂。1912年，因带领工人抗议厂长刘庆恩克扣工人工资，被开除。1913年3月，进京汉铁路江岸机厂，成为湖北帮的领头人物。
1921年冬，中共党员包惠僧到该厂开展工会运动，以杨为骨干，筹组工人俱乐部。1922年1月22日，成立江岸京汉铁路工人俱乐部，杨当选为俱乐部主任。1923年1月5日，在郑州举行的京汉铁路总工会第三次筹备会议上，被推选为京汉铁路总工会筹备委员会委员长，定于2月1日召开总工会成立大会。之后领导二七大罢工。
二七惨案发生时，避难于汉口佛教正信会，皈依皓乘法师名下。不久，去庐山白石寺充任住持。1924年2月潜回武汉，任国民党汉口执行部工农部干事。旋即与许白昊、刘伯垂等人同时被捕，解押洛阳，被判刑15年，1925年初直系军阀垮台，获释。1925年2月7日，在京汉铁路总工会于郑州举行的全路代表大会上，继续被选为委员长。
1927年到南京政府交通部职工事务委员会工作。同年冬回汉口，任国民党湖北省“清党”委员会委员。抗战时去重庆，以行中医为业。抗战胜利后返回汉口，入京汉铁路机务处设计课工作。晚年行医。